# 2082年8月24日日食
2082年8月24日日食为一次在协调世界时2082年8月24日出現的一次日全食。該次日食食分為1.0452，食甚維持時間4分1秒。

## 概述
這次日食的食分是1.0452，全食維持4分1秒。

## 基本參數
- 類型：日全食
- 食最大地點資料：
  - 日期：2082年8月24日
  - 時間：1時16分21秒
  - 地點：10S 152E
  - 食分：1.0452
  - 日全食持續時間：4分1秒

## 外部連結
- NASA未來日食資料（页面存档备份，存于）
- 可見區域圖和時間統計：由弗雷德·埃斯佩纳克做出的日食預報，NASA/GSFC
  - Google互動地圖呈現的日食範圍
  - 貝塞爾元素